# Golf van Gioia Tauro
De Golf van Gioia Tauro (Italiaans: Golfo di Gioia Tauro, Latijn Sinus Brutius of Brutiorum Sinus) is een baai in de Tyrreense Zee aan de westkust van Calabrië, Italië. De baai strekt zich uit van Capo Vaticano in het oosten tot Punta Pezzo in het westen. De baai is vernoemd naar de stad Gioia Tauro.
De Golf van Gioia Tauro kijkt uit over de gelijknamige vlakte en de rivieren Mesima, Budello, Petrace en Sfalassà stromen erin uit. Langs de kust liggen Ricadi, Joppolo, Nicotera, Rosarno, San Ferdinando, Gioia Tauro, Palmi, Bagnara Calabra en Scilla.